# Leendert van der Vlist

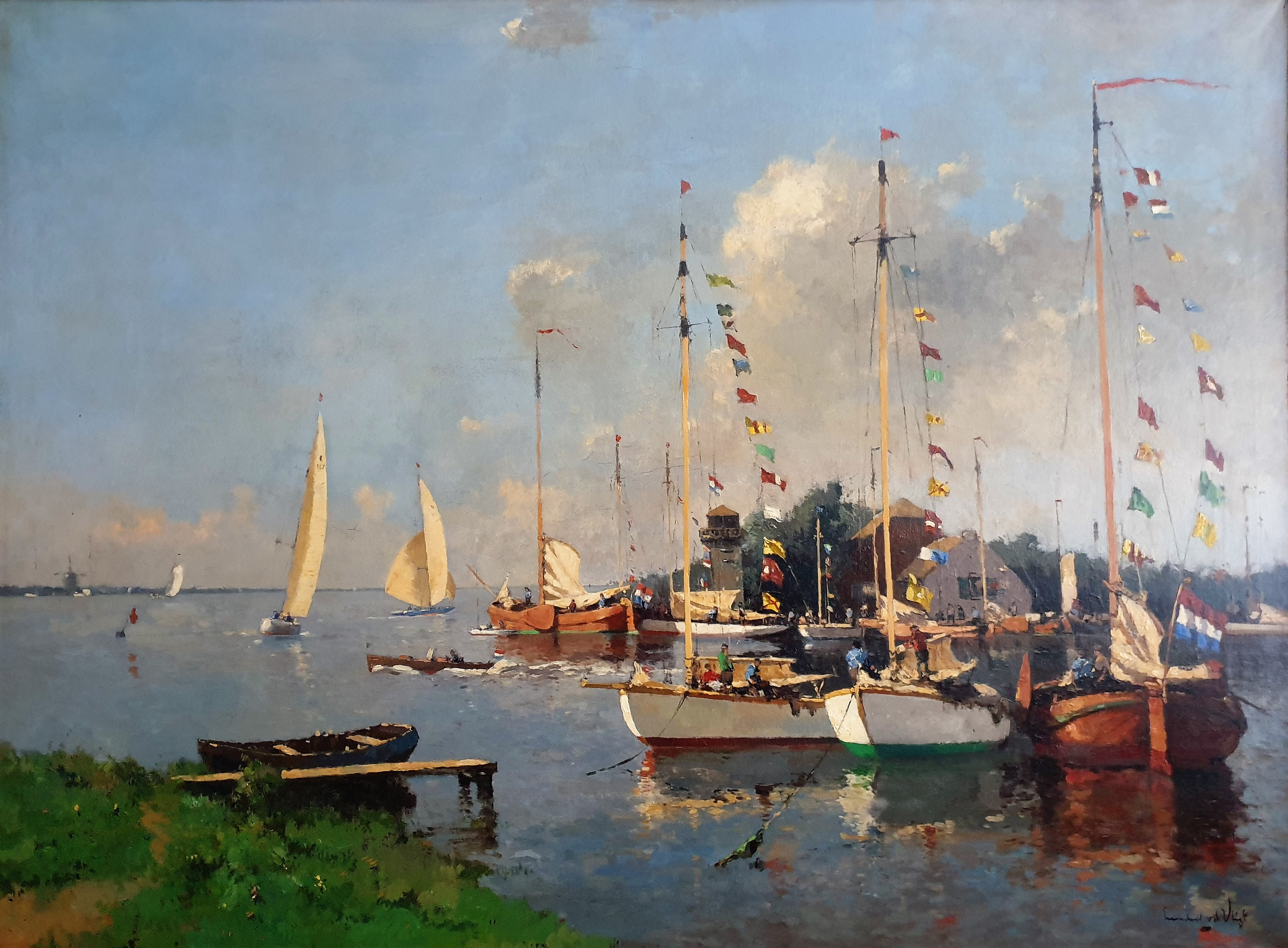
Door Leendert van der Vlist geschilderd, ergens tussen 1920 en 1930, vanaf het erf van de familie Van Schie. Op de voorgrond het roeibootje waarmee men door de heer Van Schie, over de Zijp, naar de Kaagsociëteit werd geroeid. Zicht is op de Kaagsociëteit van zeilvereniging KWV De Kaag.

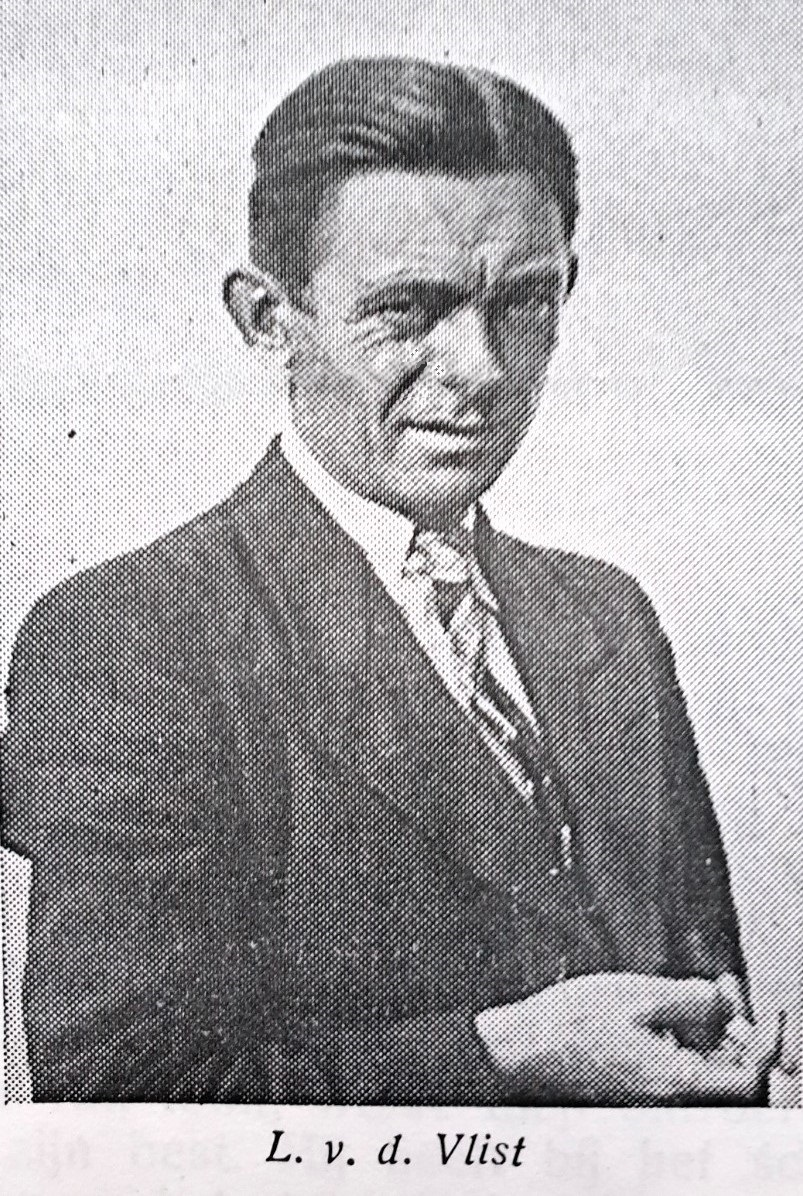
Foto van Leendert van der Vlist rond 1938

Leendert van der Vlist (Numansdorp, 11 mei 1894 – Voorburg, 31 december 1962) was een Nederlands kunstschilder.

## Biografie
Op jonge leeftijd kreeg Van der Vlist onder anderen les van de leermeesters Willem van der Nat en Willem de Zwart. Hij genoot zijn opleiding tot kunstschilder, met behulp van een koninklijke subsidie, aan de Koninklijke Academie van Beeldende Kunsten (Den Haag). 
Hij heeft een lange tijd in Leiden gewoond. Een aantal Hollandse landschappen, stads- en dorpsgezichten van zijn hand uit de omgeving van Leiden stammen uit die tijd. Van der Vlist was een reislustig kunstenaar met een voorkeur voor Italië. Zo reisde hij naar Verona, Venetië, Chiogga, Florence, Viarreggio, Sienna en Barga. Maar ook in Brugge en Karlsruhe verbleef hij enige tijd.
In 1938 was hij de winnaar van de 1ste prijs van het Willink van Collenfonds en in 1943 won hij de gouden medaille van Arti et Amicitiae.
Van der Vlist is lid geweest van de verenigingen De Haagsche Kunstkring, Vereeniging Sint Lucas (Amsterdam) en Maatschappij Arti et Amicitiae (Amsterdam).
- Biografisch Portaal: 96580279
- RKD-Nederlands Instituut voor Kunstgeschiedenis: 81511